# Leo Beilfuß
Leo Beilfuß (* 12. März 1937 in Podewilshausen, Landkreis Stolp) ist ein deutscher Industriedesigner.

## Leben und Werk
Die Familie Beilfuß’ wurde in der Folge des Zweiten Weltkriegs aus Pommern vertrieben und kam in die Sowjetische Besatzungszone. Beilfuß absolvierte von 1951 bis 1954 eine Lehre als Dekorationsmaler und arbeitete danach in seinem Beruf. Von 1957 bis 1960 studierte er in der Abteilung angewandte Malerei der Außenstelle Potsdam der Fachschule für Werbung und Gestaltung Berlin-Schöneweide und von 1960 bis 1965 Formgestaltung bei Rudi Högner an der Kunsthochschule Berlin-Weißensee. Er erwarb den akademischen Grad eines Diplom-Formgestalters. Von 1965 bis 1968 arbeitete er als Designer im VEB Lokomotivbau Elektrotechnische Werke „Hans Beimler“ in Hennigsdorf. Danach war er freischaffend in Hohen Neuendorf tätig. Im Rahmen seiner Diplomarbeit designte Beilfuß die Abbrennstumpfschweißmaschine Typ SF 12,5, die ab 1966 produziert wurde. Auch weitere von ihm gestaltete Maschinen und technische Anlagen gingen in die Produktion.
Beilfuß war bis 1990 Mitglied des Verbands Bildender Künstler der DDR. Er war 1967/1968 auf der VI. Deutschen Kunstausstellung in Dresden und 1976 auf der Bezirkskunstausstellung (Kunsthandwerk/Design) Berlin vertreten. 1965 wurde er als Aktivist des Siebenjahrplans geehrt. 